# Trois Femmes (film, 1977)
Pour les articles homonymes, voir Trois Femmes.
Pour plus de détails, voir Fiche technique et Distribution.
Trois Femmes (3 Women) est un film américain, thriller et drame psychologique expérimental indépendant de Robert Altman, sorti en 1977. Réalisé, écrit et produit par Robert Altman, le film met en vedette les actrices Shelley Duvall, Sissy Spacek et Janice Rule. L'histoire accompagne la plus en plus bizarre relation entre deux collègues de travail et colocataires et leur implantation dans la vie d'une autre femme, dans une ville endormie du nord de la Californie.

## Synopsis
La jeune Pinky Rose, arrivée en Californie depuis le fin fond de sa campagne texane, est engagée dans le centre de réadaptation thermale pour personnes âgées, dirigé par le docteur Mass et mademoiselle Bunweil. Ils confient son apprentissage à « Millie » Lammoreaux, une autre Texane. C'est une jeune femme très sophistiquée qui s'identifie à un svelte iris jaune, couleur qui compose tout son univers (sa garde-robe, son appartement et sa voiture). Millie récite à qui veut l'entendre ses trucs et recettes puisés dans des magazines féminins, et trouve en Pinky Rose un auditoire attentif et admiratif, alors qu'elle vise vainement celui des messieurs les médecins du centre. Tous les midis, elle va les assommer avec ses palabres dans leur réfectoire où, un jour, elle appose au tableau d'affichage sa recherche de colocataire (espérant la candidature d'un médecin du centre). C'est Pinky qui postule immédiatement. En cohabitant, Millie et Pinky découvrent que toutes deux, hormis d'être de la même origine texane, se prénomment en fait « Mildred » et qu'elles ont remplacé ce prénom qu'elles détestent par un diminutif de leur choix. Passé l'harmonie des premiers jours de leur cohabitation, leurs différences les font se heurter : Millie ne supporte pas les gamineries et le désordre de Pinky tandis que cette dernière la désavoue en découvrant qu'elle a une relation sexuelle avec Edgar, le mari de Willie qui est enceinte et tient le bar du ranch où Millie se rend fréquemment. Parallèlement à son service au bar, Willie peint, dans une piscine asséchée de sa propriété, une fresque composée d'étranges personnages. Les désaccords des deux colocataires virent au drame : Pinky, après leur altercation (et alors que Millie est toujours au lit avec Edgar), se précipite depuis le balcon de leur appartement dans la piscine qu'il surplombe. C'est Willie qui sort précipitamment d'un appartement et qui, découvrant Pinky flottant inconsciente dans la piscine, se porte à son secours tout en alertant les résidents ; Pinky, en état de choc, est hospitalisé et sombre dans le coma. Millie se culpabilise et endosse la responsabilité de son amie hospitalisée. Le docteur Morton, qui juge son état très grave, demande à Millie de prévenir sa famille. Elle parvient à trouver les coordonnées de ses parents au Texas et les prend en charge à leur arrivée. Mais Pinky, sortie du coma, ne les reconnaît pas comme étant ses parents, ce qui trouble Millie dont on ne sait rien de sa famille. Remise sur pieds, si Pinky retrouve sa place de colocataire, elle perd son emploi au centre thermal à cause de différents problèmes. Elle n'est plus la gentille admiratrice de Millie ; elle la caricature (elle a lu son journal intime), allant jusqu'à avoir, elle aussi, une relation sexuelle avec Edgar. Cependant, une nuit, Millie et Pinky s'unissent face à l'intrusion, dans leur appartement, d'Edgar qui, éméché, leur apprend que Willie est seule à la maison alors que l'accouchement est imminent. Elles accourent auprès de Willie, Millie l'assiste dans son accouchement alors que Pinky, au lieu d'aller chercher le docteur comme Millie le lui a demandé, reste tétanisée devant le déroulement très douloureux et problématique de l'accouchement : il y a du sang partout et le bébé que Millie prend dans ses bras est mort-né. Millie, qui sort de la maison en tendant ses mains ensanglantées vers Pinky, la tire de sa torpeur avec une gifle pour ne pas être allée chercher le docteur.
Peu de temps après, lors d'une livraison au bar du ranch, on découvre, derrière le comptoir, Pinky, qui, en tant qu'enfant de la maison, doit appeler sa mère pour signer le bon de livraison. C'est Millie, d'apparence austère, qui apparaît et ne peut rien dire de plus au livreur au sujet de la mort accidentelle et étrange d'Edgar, pourtant si habile au tir. Les deux femmes regagnent ensuite leur maison au fond de la propriété pour préparer le dîner. Willie, qui semble convalescente, confortablement installée dans une balancelle de la véranda, les accueille avec bienveillance, et raconte qu'elle vient de faire « un rêve merveilleux dont elle ne se souvient pas ».

## Fiche technique
- Titre original : 3 Women
- Titre français : Trois Femmes
- Réalisation : Robert Altman
- Scénario : Robert Altman
- Montage : Dennis M. Hill
- Musique : Gerald Busby (en)
- Direction artistique : James Dowell Vance
- Décors : James Dowell Vance, Shelley Duvall[1]
- Costumes : Jules Melillo
- Peintures murales : Bodhi Wind[Note 6], assisté de Dave Margolin
- Maquillage : Monty Westmore
- Coiffure : Kaye Pownall
- Cadrage : John Bailey
- Effets visuels : J. Allen Highfill (Modern Film Effects)
- Générique : Dan Perri
- Son : Chris McLaughlin
- Producteur : Robert Altman
- Producteur exécutif : Tommy Thomson
- Producteurs associés : Robert Eggenveiler, Scott Bushnell
- Société de production : Lions Gate Film (États-Unis)
- Sociétés de distribution : 20th Century Fox (distributeur d'origine Allemagne, États-Unis, Italie, Royaume-Uni), Les Grands Films Classiques[2] (France), Baba Gaya Films[3],[2] (France)
- Pays de production :  États-Unis
- Langue originale : anglais
- Format : 35 mm — couleur (DeLuxe) — 2,35:1 (Panavision) — son monophonique
- Genre : drame, thriller
- Durée : 124 minutes
- Dates de sortie : 
  - États-Unis : 3 avril 1977
  - France : 25 mai 1977
- (fr) Classifications et visa CNC : mention « tous publics », Art et Essai, visa no 47650 délivré le 27 mai 1977

## Distribution
- Shelley Duvall : « Millie », Mildred Lammoreaux
- Sissy Spacek : Pinky Rose
- Janice Rule : Willie Hart
- Robert Fortier : Edgar Hart
- Ruth Nelson : Madame Rose
- John Cromwell : Monsieur Rose
- Sierra Pecheur : Mademoiselle Bunweil
- Craig Richard Nelson : le docteur Maas
- Maysie Hoy : Doris
- Belita Moreno : Alcira
- Leslie Ann Hudson : Polly
- Patricia Ann Hudson : Peggy
- Beverly Ross : Deidre
- John Davey : le docteur Morton

Les trois femmes et leur metteur en scène.
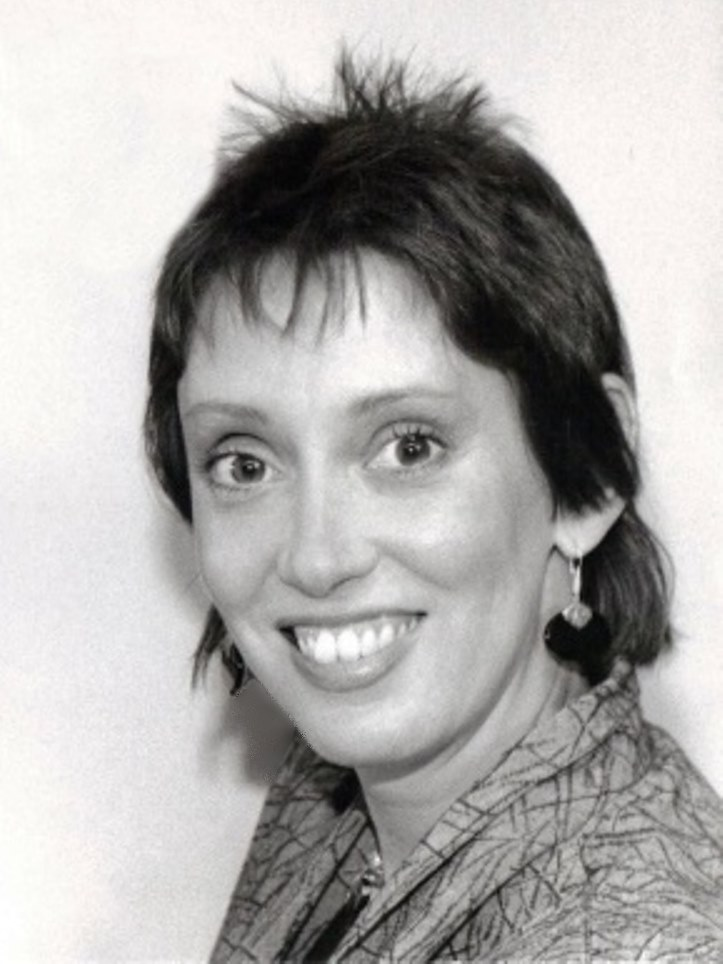
« Millie » (Shelley Duvall en 1985).
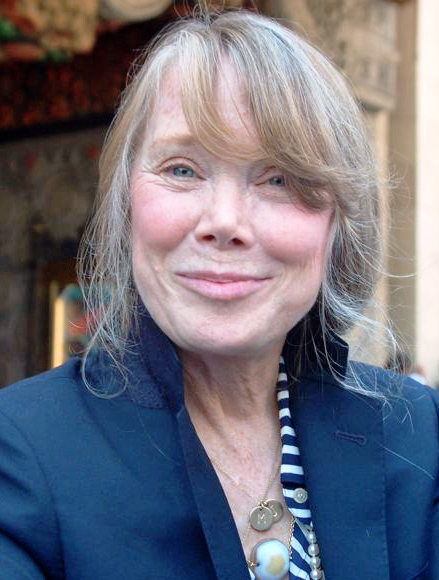
« Pinky » (Sissy Spacek en 2011).
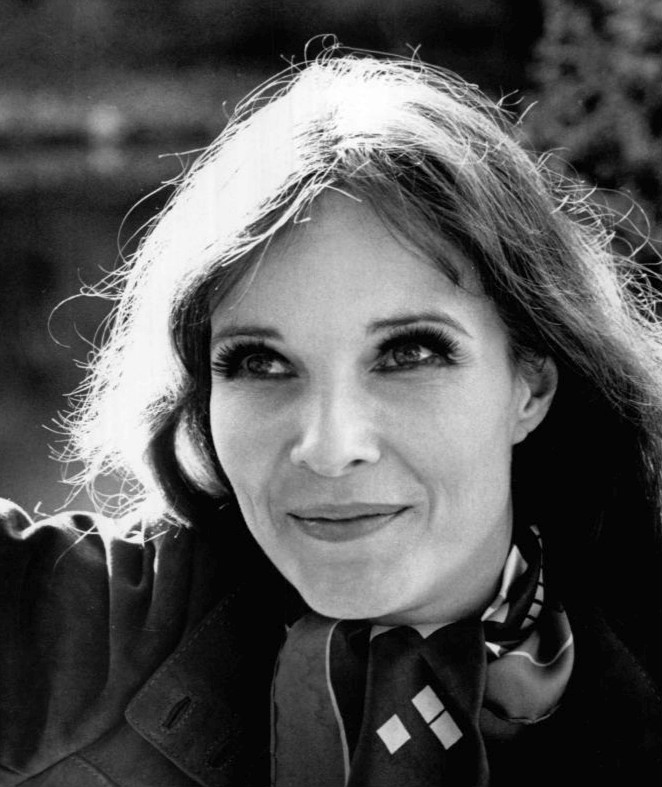
« Willie » (Janice Rule en 1973).
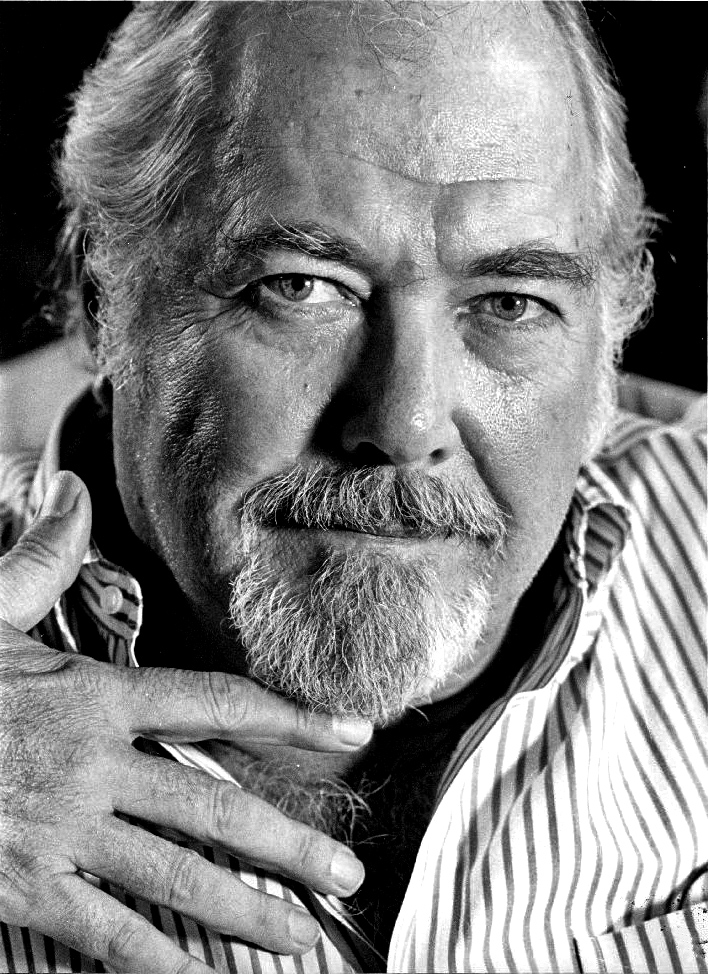
Robert Altman en 1983.

## Production

### Genèse
American Film Institute : « Robert Altman a rêvé de l'histoire des Trois Femmes à la mi-juillet 1976. À l'époque, Altman produisait Sissy Spacek dans le film Bienvenue à Los Angeles (1976), et croyait que voir Spacek au quotidien suscitait son rêve. […] Spacek, interprète de “Pinky”, et Shelley Duvall, celui de “Millie”, figuraient dans le rêve d'Altman telles qu'elles apparaîtront finalement dans le film. Peu après son rêve. […] Altman avait été intrigué par un “dessin de grotesques créatures simiesques” vu chez un ami et avait contacté l'artiste Bodhi Wind alors âgé de 26 ans. À l'époque, Wind se débrouillait en “concevant des jaquettes, des décors et des costumes pour des spectacles de rock”. Altman, qui peignait également, a commandé à Wind la réalisation des fresques peintes par Janice Rule (Willie). Wind rapportait que l'histoire initiale d'Altman était très différente de celle réalisée : par exemple, Pinky et Millie travaillaient dans un studio de montage plutôt que dans un centre de rééducation physique. La seule indication d’Altman à Wind était de “rendre ses peintures moins effrayantes” et. Wind a commencé à travailler trois semaines avant le début des prises de vue et durant un mois dans une “température de 48 degrés” sur le lieu de tournage, Palm Springs (Californie). […] Le film apportait de nouvelles commandes à Wind, notamment une d’Altman pour “des portes en verre dépolies de couleurs et une autre peinture pour piscine”. »

### Scénario
American Film Institute : « Altman et les acteurs n’avaient utilisé qu’un “plan détaillé” au cours des six semaines de tournage. Altman a expliqué : “Le film sera scénarisé au fur et à mesure que les scènes seront montées. Le script final ne sera terminé que lorsque l’image sera terminée”. Pour assurer le contrôle créatif de l'œuvre, Altman a lui-même financé le budget avec 1,7 million de dollars. »

### Tournage
- Début des prises de vue : 13 septembre 1976[6].
- Intérieurs : studios 20th Century Fox.
- Extérieurs en Californie[6] : Desert Hot Springs/Vallée de Coachella, Palm Springs, Thousand Palms.

Desert Hot Springs : centre de traitement thermal (source chaude à 35°).
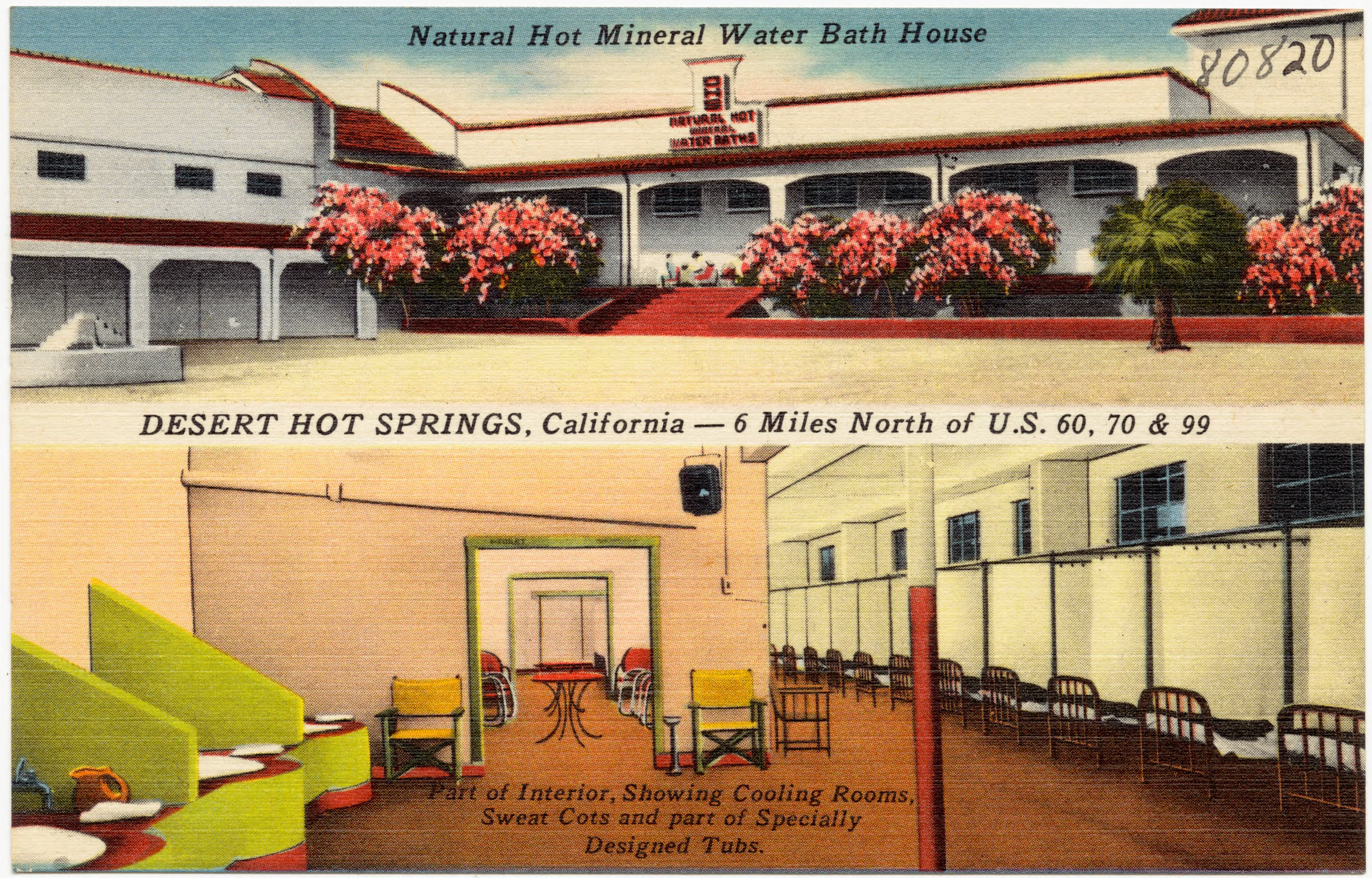
Chambres de refroidissement, lits de transpiration et baignoires spécifiques du centre de traitement (carte postale 1930/1945).
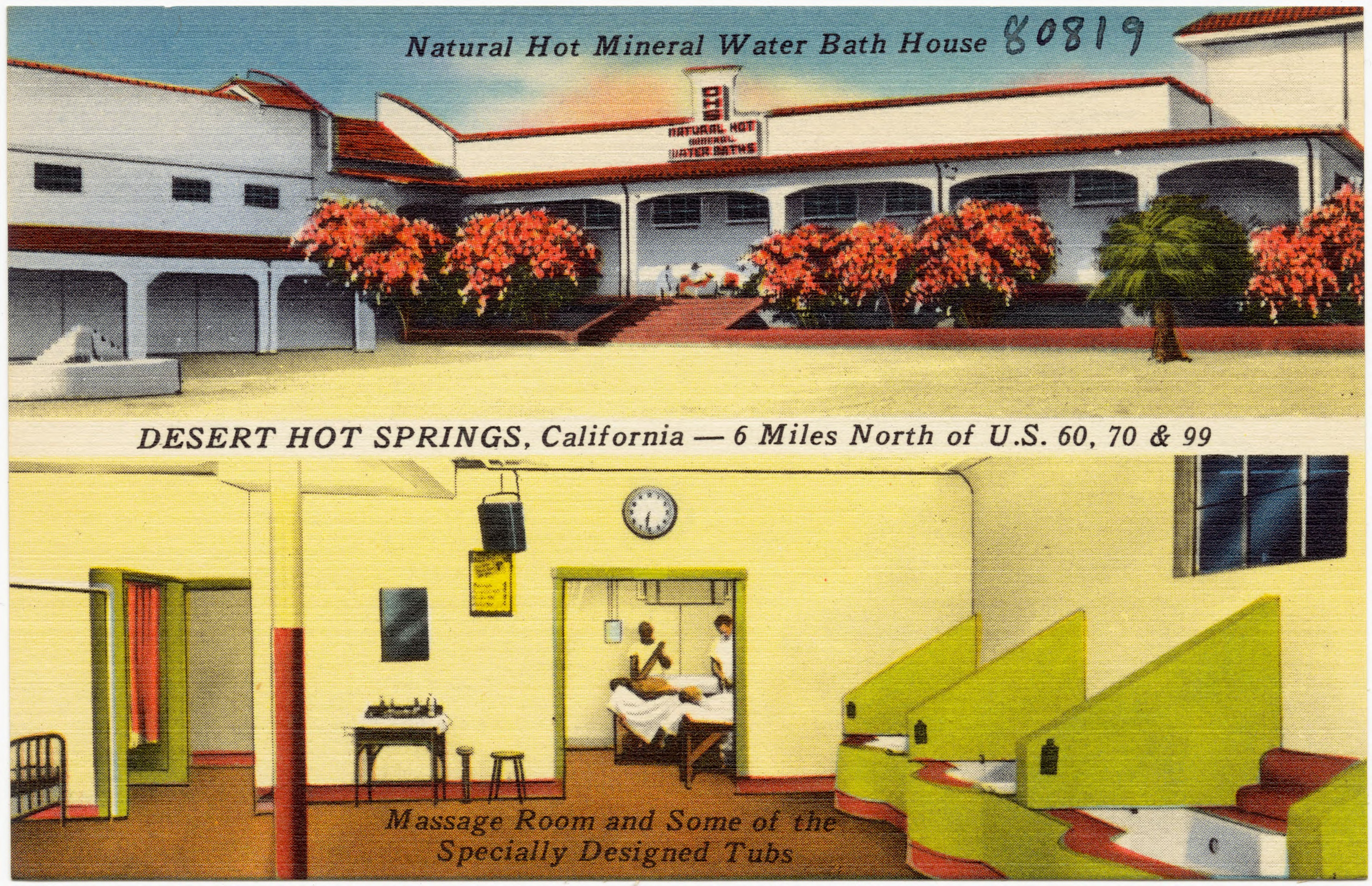
Salle des bains d'eau chaude (carte postale 1930/1945).

Vues générales.
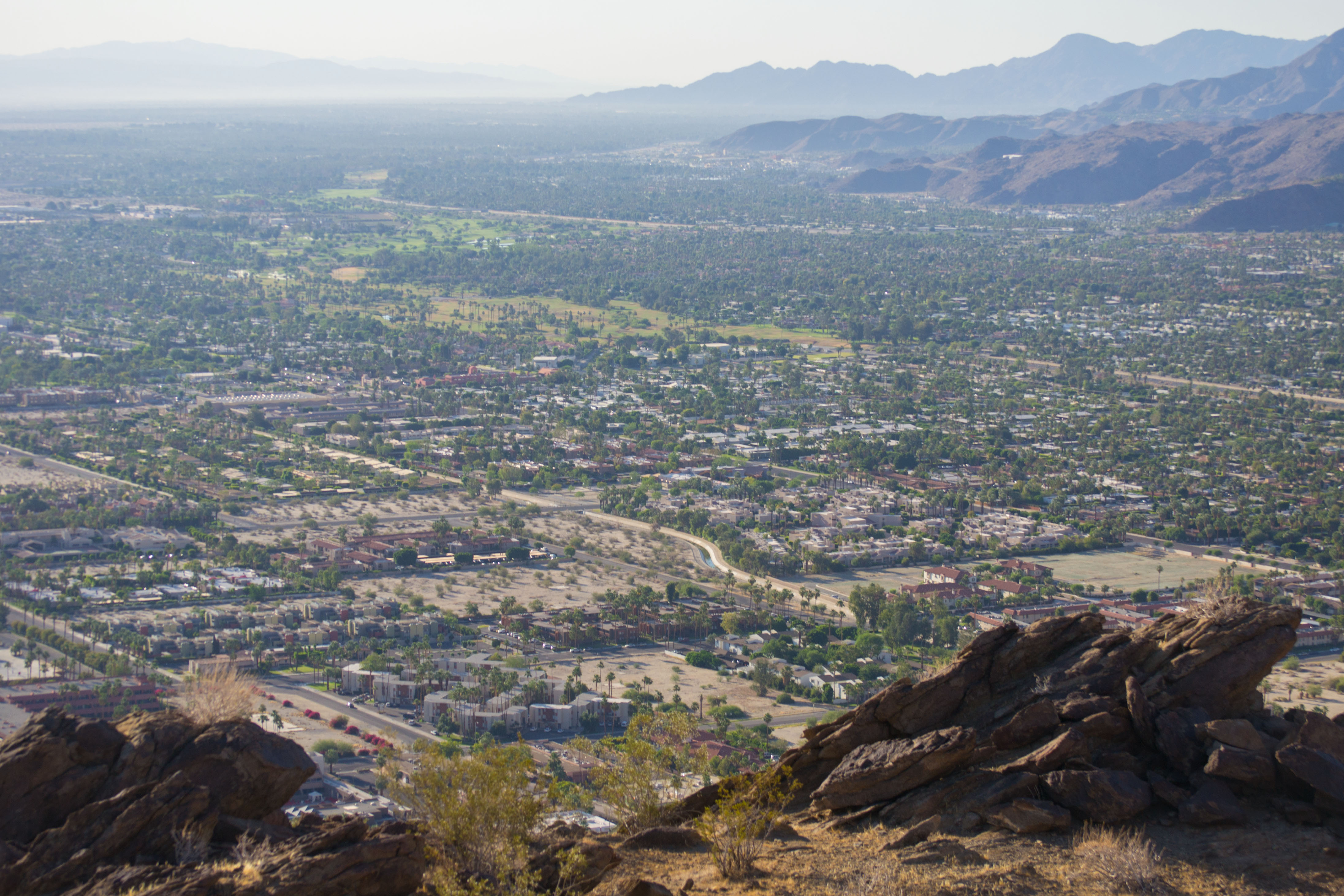
Vallée de Coachella.
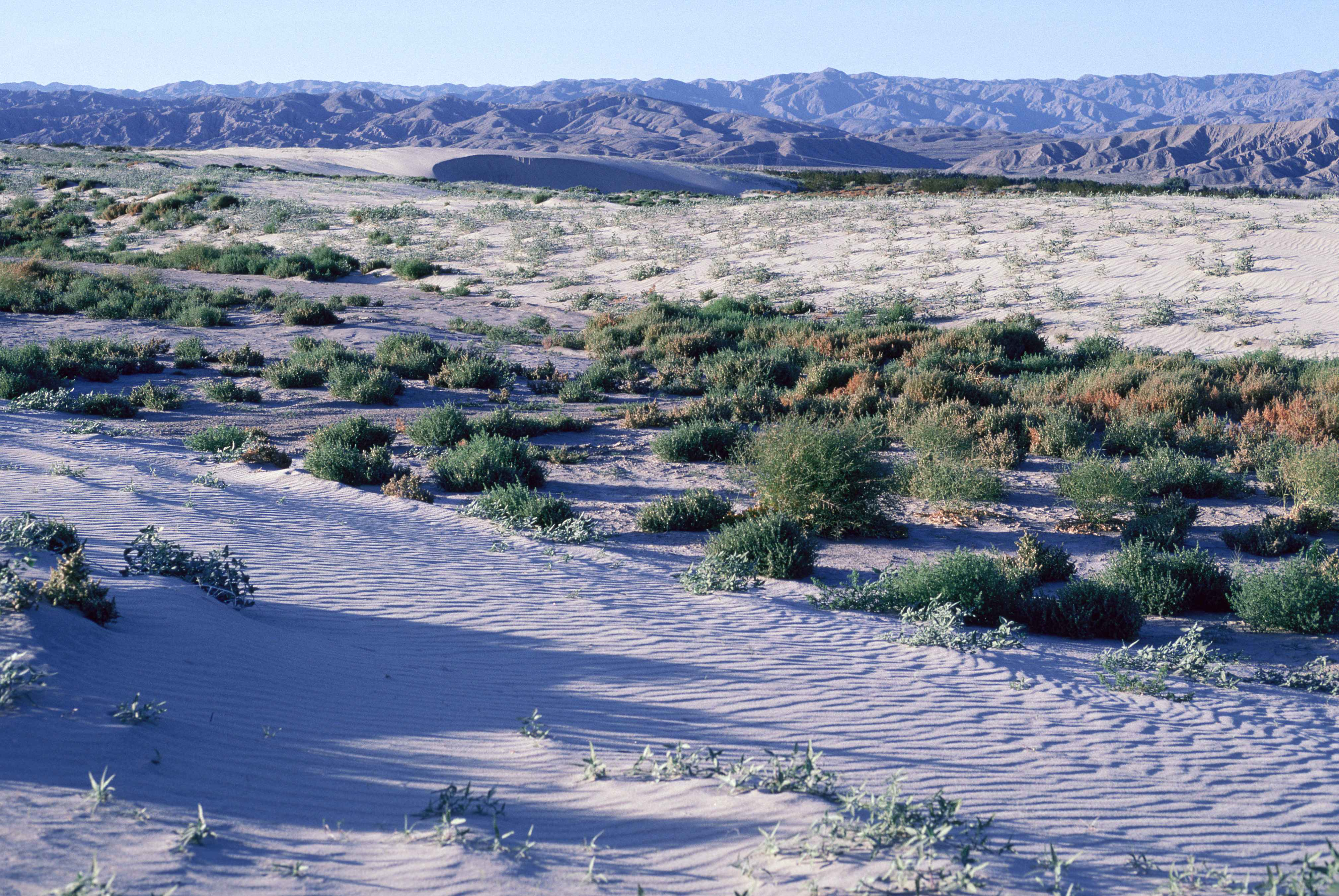
Désert de la Vallée de Coachella.
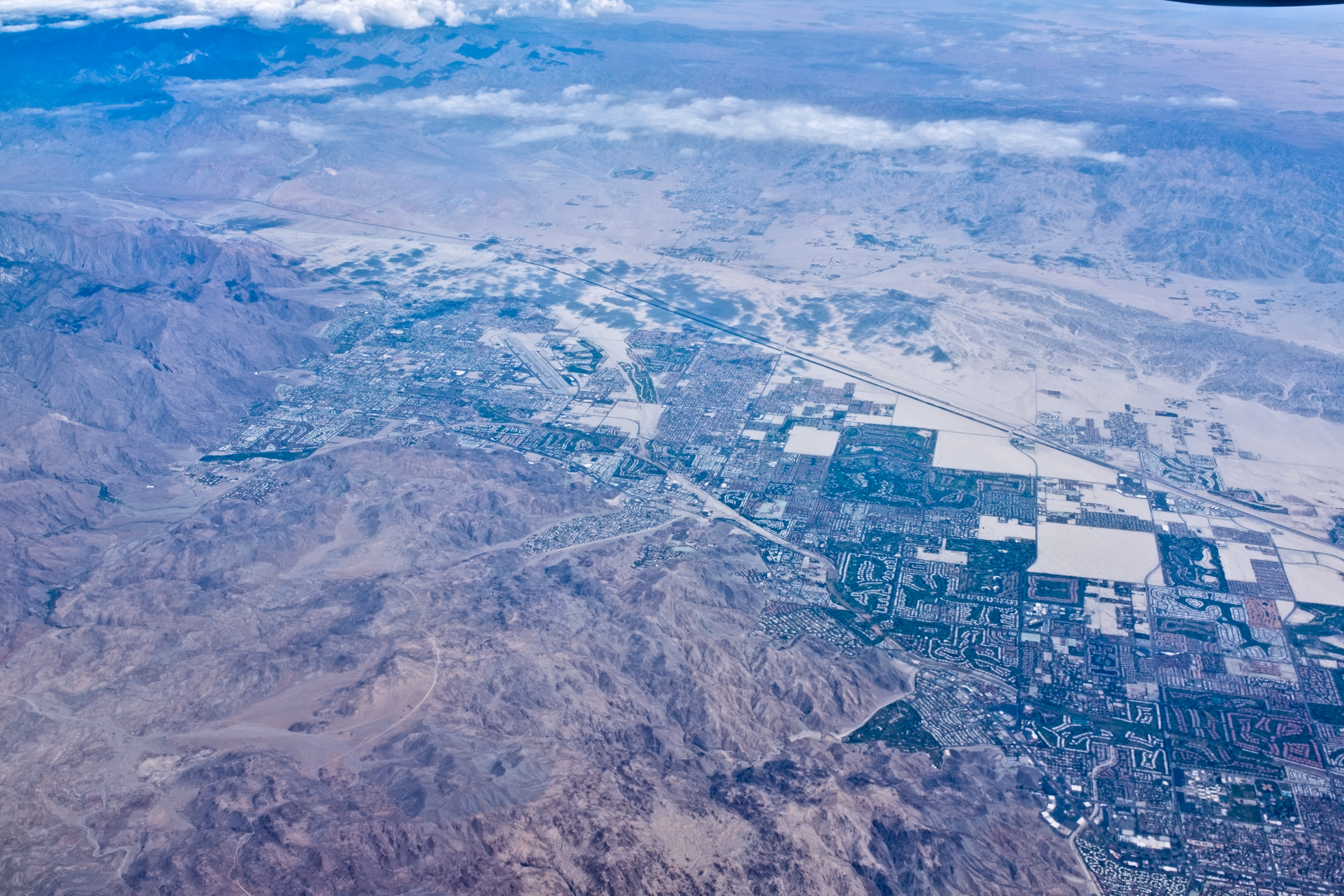
Palm Springs et Thousand Palms.

### Promotion
American Film Institute : « James D. Vance [directeur artistique] a rejeté les premières publicités imprimées qui décrivaient les trois femmes dans une formation distinctement phallique. Altman a accepté de repenser le matériel. Cependant, les affiches du film, qui contenaient également l’image phallique, n’ont pas été touchées. »

## Accueil
- Dans le New York Daily News, le critique Rex Reed (en) qualifie le film de Robert Altman de « rêve arrogant » et de « film réalisé pour les critiques mais personne d'autre »[7]. Dans cet article, il compare l'actrice au physique filiforme et élancé à un arbre, mais aussi à Olive Oyl[7], rôle qu'elle tiendra dans Popeye, film à nouveau réalisé par Altman (1980).
- AllMovie[8],[Note 9] : « Peu de réalisateurs à part Luis Buñuel ont su faire meilleur usage des rêves au cinéma que Robert Altman, et Trois Femmes est le film dans lequel il a réussi le plus efficacement (de façon saisissante) à capturer la logique brumeuse et les perspectives visuelles décalées de l’état inconscient. Shelley Duvall a livré la meilleure prestation de sa carrière en interprétant une femme tellement superficielle que les gens se moquent d'elle dans son dos. Sissy Spacek est brillante dans le rôle de Pinky, la fille naïve qui l'adore. Leurs échanges émotionnels au moment où elles commencent à transférer leurs identités illustrent ce genre d'interprétations risquées, mais Altman sait tirer le meilleur de ses acteurs. La partition discrètement troublante et discordante de Gerald Busby (en) et l'illustration surréaliste de Bodhi Wind [artiste peintre de la fresque][Note 10],[9] constituent un fond sonore et visuel tout à fait approprié, tandis que la photographie de Charles Rosher Jr. superpose les images dans des labyrinthes enivrants de jaune et de bleu. […] La conclusion de Trois Femmes est à la fois vague et provocante — avons-nous été témoins des conséquences d’une tragédie, d’une descente dans la folie ou d’une passe d'armes discrète, mais défiante ? Altman ne le dit pas, mais on peut regarder Trois Femmes de plusieurs manières et toujours être convaincu que c'est la résultante d'une vision singulière et du pouvoir émotionnel de l'un des cinéastes américains les plus doués de sa génération. »
- Critikat[10] : « De cette plongée dans les abîmes de la schizophrénie, qui évite toute justification psychanalytique pour naviguer avec ambiguïté dans une résolution symbolique éminemment plus dérangeante, Altman tire un film puissant qui échappe avec habileté aux analyses à l’emporte-pièce. Expérience à la fois mentale et sensorielle, Trois Femmes ne se laisse pas apprivoiser facilement, et encore moins résumer en quelques lignes : on ne dira presque rien de la troisième femme et de son rôle dans le film, à la fois le personnage le moins évident et peut-être le plus important, tant il se définit comme la matrice de l’œuvre en devenir que sont à la fois le film et les deux autres héroïnes. Loin d’être une machine hollywoodienne reposant sur des ressorts faciles, Trois Femmes est plutôt l’un de ces trésors cachés du nouvel Hollywood des années 1970, une expérience cinématographique peu commune qui hante longtemps après la projection. Et qui donne à voir un visage méconnu de son auteur. »
- Film de Culte[11] : « Trois Femmes est venu à son réalisateur en rêves. Pas étonnant donc de le voir baigner dans cet irradiant onirisme, cette douceur engourdie, culminant dans une fascinante scène de rêve qui est l'aboutissement logique de ce film de songes. Le rêve ouvre une porte dans Trois Femmes. Après ce rêve, une ellipse, puis un dénouement énigmatique ouvert à de multiples interprétations. Une fois cette porte franchie, le gynécée suggéré dans la première partie du film se concrétise : clan reconstitué autour de peintures de dieux et déesses tandis qu'à l'extérieur, on s’entraîne à tirer. Pas un gynécée de bonnes femmes sages et disciplinées. Trois Femmes, film d'eau, enjôle et berce. Dès ses premiers instants où l'image, jaune, ensoleillée, est envahie par l'eau bleue. Un liquide amniotique jungien dans lequel on s'immerge, courant de l'inconscient qui finit en un violent ressac par submerger le récit. L'influence revendiquée de Trois Femmes est Persona d'Ingmar Bergman, film où, à l'image, les visages des deux personnages principaux se réunissent pour ne faire, littéralement, plus qu'un. Le glissement identitaire chez Altman est plus secret, faisant de ce Trois Femmes un film d'autant plus ensorcelant. »

## Distinctions

### Récompenses
- Festival de Cannes 1977 : prix d'interprétation féminine à Shelley Duvall (ex-æquo avec Monique Mercure dans J.A. Martin photographe)
- Los Angeles Film Critics Association 1977 : prix d'interprétation féminine à Shelley Duvall.
- New York Film Critics Circle 1977 : prix de la meilleure actrice dans un second rôle à Sissy Spacek.

### Nominations
- Festival de Cannes 1977 : sélection officielle en compétition.
- National Society of Film Critics Awards 1977 :
  - Shelley Duvall nommée pour le prix de la meilleure actrice,
  - Sissy Spacek nommée pour le prix de la meilleure actrice dans un second rôle.
- New York Film Critics Circle 1977 : Shelley Duvall nommée pour le prix de la meilleure actrice.
- BAFTA 1978 : Shelley Duvall nommée pour le British Academy Film Award de la meilleure actrice dans un rôle principal.

## Thèmes et contexte
Robert Altman l’a expliqué, il a réalisé son film à la suite d’un rêve où il a notamment vu ses deux actrices réunies : Shelley Duvall, Sissy Spacek.
Trois femmes larvées vont s’identifier l’une à l’autre avant de transmuter en entité père-mère-enfant. Il ne faut pas chercher plus d’explications et se laisser aller au gré des superbes et sombres images émergentes d’oniriques remous. On se plaît à regarder les drôles ou bizarres déambulations de Millie, Pinky et Willie, tour à tour baignées par l’eau des piscines et par la poussière du désert, fleurs en bouton ou chrysalides prêtes à s’ouvrir ou bien encore reptiles humanoïdes en recherche d'identité, tels que Willie les peint inlassablement sur ses longues fresques. Ces êtres embryonnaires trouveront leur forme définitive après avoir nécessairement ingéré, à l’instar des mantes religieuses, les quelques gènes mâles de leur commun et mauvais reproducteur, le peu reluisant Edgar. Finalement, un remarquable travail conjugué des directeurs photographique et artistique, du compositeur de la musique adéquatement nauséeuse et de l’évidente osmose entre Altman et ses actrices. On se souviendra des airs ahuris de Millie passant de l’état floral évanescent à celui d’humain-chef de famille, de la frémissante rose Pinky passant du stade de femme-enfant à celui de caricature féminine jusqu'à son éclosion en idéale enfant et de Willie, passant de celui de muette génitrice frustrée à celui de mère caressante et aimante.

## Vidéographie
- (en) Trois femmes (3 Women) de Robert  Altman, The Criterion Collection, 2004, DVD Région 1 [présentation en ligne]Édition Blu-Ray en 2011 aux États-Unis.
- (en) & (fr) Trois Femmes (3 Women), Wild Side Video, 8 mai 2019, Combo DVD + Blu-ray, son mono DTS/Dolby Digital (VO DVD) et Dolby Digital (VF DVD), restauration Blu-ray Full HD 1080p avec son mono DTS Master VO et VF + livret de 60 pages Je est une autre, texte de Frédéric Albert Lévy sur la genèse du film, illustré de mombreuses photos rares d'archives + filmographie de Robert Altman, 124 min (DVD)/127 min (Blu-ray) [présentation en ligne] : VO anglaise (sous-titres français) + version française, inclus bonus Un film de rêve(s), entretien avec Diane Arnaud, essayiste et universitaire (40 min).